# Bussière-Badil
Bussière-Badil é uma comuna francesa na região administrativa da Nova Aquitânia, no departamento Dordonha. Estende-se por uma área de 19,63 km². Em 2010 a comuna tinha 385 habitantes (densidade: 19,6 hab./km²).